# آرثر كريسويل
آرثر كريسويل (7 أغسطس 1917 بكرايستشرش في نيوزيلندا - 3 أغسطس 2002) (بالإنجليزية: Arthur Cresswell)‏ هو لاعب كريكت نيوزلندي. لعب مع Central Districts cricket team ‏ وWellington cricket team ‏.

## وصلات خارجية
- آرثر كريسويل على موقع إي آس بي آن كريك إنفو (الإنجليزية)